# Carlo Sabajno
Carlo Sabajno (Rosasco, 1874 – Milano, 1938) è stato un direttore d'orchestra italiano.

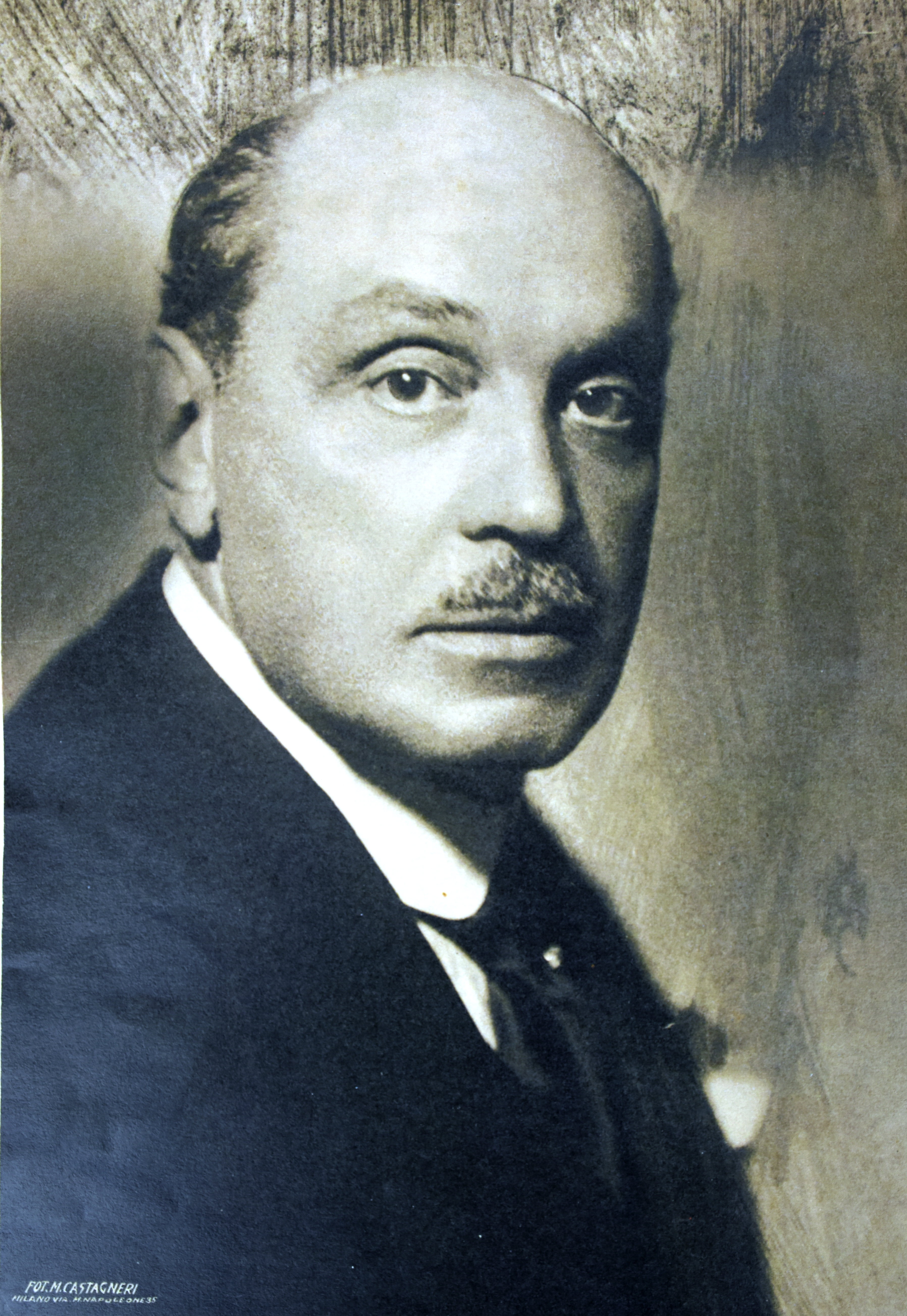
Carlo Sabajno nel 1928

Dal 1904 al 1932 fu il direttore d'orchestra principale e direttore artistico della Gramophone Company in Italia, autore di alcune delle prime registrazioni operistiche complete, la maggior parte con l'orchestra del Teatro alla Scala di Milano e con cantanti importanti. Si segnalano particolarmente tra queste le sue autorevoli registrazioni elettriche fine anni 1920 - inizio anni 1930 di Don Pasquale (con Tito Schipa nella sua unica registrazione operistica completa come Ernesto), Traviata (purtroppo limitata da un numero di tagli maggiore del solito, ma con la voce argentina di Alessandro Ziliani, in veste di Alfredo), Aida (con l'Amneris di Irene Minghini Cattaneo e il Radamès di Aureliano Pertile), Otello (con Apollo Granforte come formidabile Iago) e La bohème (il risultato sobrio, ma insigne, della collaborazione con eccellenti cantanti, anche se meno noti).

## Discografia
1907
- 1907 Leoncavallo: Pagliacci – Antonio Paoli, Giuseppina Huguet, Ernesto Badini; Coro e Orchestra del Teatro alla Scala di Milano
- 1907 Verdi: Aida - Teresa Chelotti, Orazio Cosentino, Vittoria Colombati, Giovanni Novelli, Alfredo Brondi; Coro e Orchestra del Teatro alla Scala di Milano

1915 - 1919
- 1915 Mascagni: Cavalleria rusticana – Giorgina Ermolli, Franco Tuminello, Eugenio Perna; Coro e Orchestra del Teatro alla Scala di Milano
- 1915 Verdi: La traviata – Margherita Bevignani, Franco Tuminello, Ernesto Badini; Coro e Orchestra del Teatro alla Scala di Milano
- 1916-17 Verdi: Rigoletto – Giuseppe Danise, Ayres Borghi-Zerni, Carlo Broccardi, Ernesto Badini, Olga Simzis; Coro e Orchestra del Teatro alla Scala di Milano
- 1917 Leoncavallo: Pagliacci – Luigi Bolis, Anita Conti, Giuseppe Montanelli; Coro e Orchestra del Teatro alla Scala di Milano
- 1917 Puccini: La bohème – Gemma Bosini, Reno Andreini, Ernesto Badini, Adalgisa Giana; Coro e Orchestra del Teatro alla Scala di Milano
- 1918-19 Puccini: Tosca – Lya Remondini, Carlo Broccardi, Dario Zani; Coro e Orchestra del Teatro alla Scala di Milano

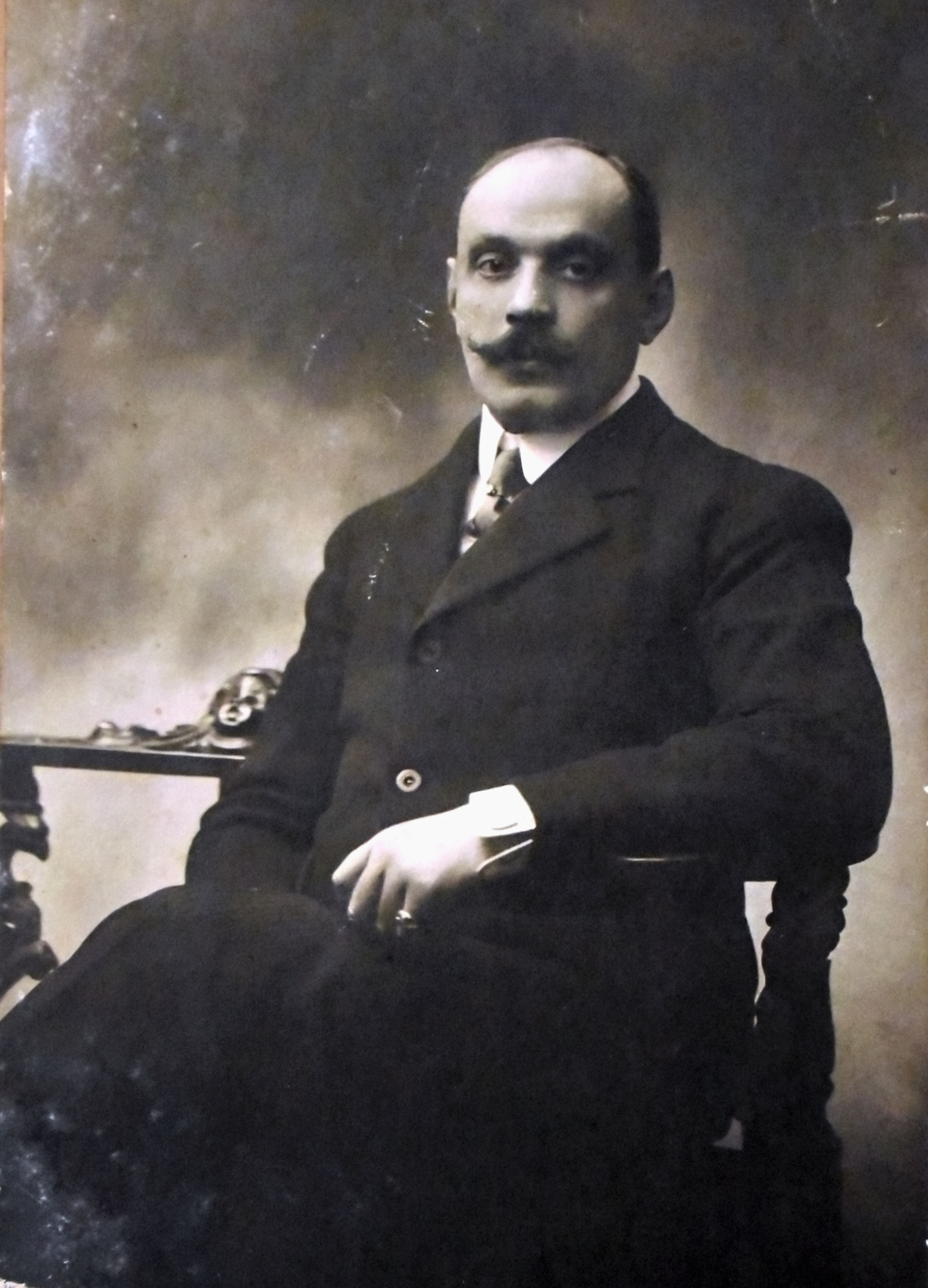
Carlo Sabajno all'età di 30 anni

- Carlo Sabajno all'età di 30 anni1919 Puccini: Tosca – Valentina Bartolomasi, Attilio Salvaneschi, Adolfo Pacini; Coro e Orchestra del Teatro alla Scala di Milano
- 1919 Rossini: Il barbiere di Siviglia – Ernesto Badini, Malvina Pereira, Edoardo Taliani; Coro e Orchestra del Teatro alla Scala di Milano
- 1919 Verdi: Aida – Valentina Bartolomasi, Enrico Trentini, Rosita Pagani, Adolfo Pacini, Guido Fernandez; Coro e Orchestra del Teatro alla Scala di Milano
- 1920 Giordano: Andrea Chénier – Luigi Lupato, Valentina Bartolomasi, Adolfo Pacini; Coro e Orchestra del Teatro alla Scala di Milano

1920 - 1930
- 1920 Bizet: Carmen - Fanny Anitùa, Luigi Bolis, Ines Maria Ferraris, Cesare Formichi; Coro e Orchestra del Teatro alla Scala di Milano
- 1920 Gounod: Faust – Giuliano Romagnoli, Fernando Autori, Gemma Bosini, Adolfo Pacini, Gilda Timitz; Coro e Orchestra del Teatro alla Scala di Milano
- 1921 Puccini: Madama Butterfly – Ottavia Giordano, Santo Santonocito, Ginevra Amato, Adolfo Pacini; Coro e Orchestra del Teatro alla Scala di Milano
- 1927-1928 Verdi: Rigoletto – Luigi Piazza, Lina Pagliughi, Tino Folgar; Coro e Orchestra del Teatro alla Scala di Milano
- 1928 Puccini: La bohème – Rosina Torri, Aristodemo Giorgini, Ernesto Badini, Thea Vitulli; Coro e Orchestra del Teatro alla Scala di Milano
- 1928 Verdi: Aida – Dusolina Giannini, Aureliano Pertile, Irene Minghini Cattaneo, Giovanni Inghilleri, Luigi Manfrini; Coro e Orchestra del Teatro alla Scala di Milano
- 1929 Verdi: Requiem - Maria Luisa Fanelli, Irene Minghini Cattaneo, Franco Lo Giudice, Ezio Pinza; Coro e Orchestra del Teatro alla Scala di Milano
- 1929 Leoncavallo: Pagliacci – Alessandro Valente, Adelaide Saraceni, Apollo Granforte; Coro e Orchestra del Teatro alla Scala di Milano
- 1929-30 Mascagni: Cavalleria rusticana – Delia Sanzio, Giovanni Breviario, Piero Biasini; Coro e Orchestra del Teatro alla Scala di Milano
- 1929-30 Puccini: Madama Butterfly – Margaret Burke Sheridan, Lionello Cecil, Ida Mannarini, Vittorio Weinberg; Coro e Orchestra del Teatro alla Scala di Milano
- 1929-30 Puccini: Tosca – Carmen Melis, Piero Pauli, Apollo Granforte; Coro e Orchestra del Teatro alla Scala di Milano

1930 - 1932
- 1930 Verdi: Il trovatore: – Aureliano Pertile, Maria Carena, Irene Minghini Cattaneo, Apollo Granforte; Coro e Orchestra del Teatro alla Scala di Milano
- 1930-31 Verdi: La traviata – Anna Rosza, Alessandro Ziliani, Luigi Borgonovo; Coro e Orchestra del Teatro alla Scala di Milano
- 1931 Bizet: Carmen – Gabriella Besanzoni, Piero Pauli, Maria Carbone, Ernesto Besanzoni; Coro e Orchestra del Teatro alla Scala di Milano
- 1931-32 Verdi: Otello – Nicola Fusati, Maria Carbone, Apollo Granforte; Coro e Orchestra del Teatro alla Scala di Milano
- 1932 Donizetti: Don Pasquale – Ernesto Badini, Tito Schipa, Adelaide Saraceni, Afro Poli; Coro e Orchestra del Teatro alla Scala di Milano